# Autoserica annectens
Autoserica annectens är en skalbaggsart som beskrevs av Louis Albert Péringuey 1904. Autoserica annectens ingår i släktet Autoserica och familjen Melolonthidae. Inga underarter finns listade.